# 대한민국 민법 제947조의2
대한민국 민법 제947조의2는 피성년후견인의 신상결정 등에 대한 민법 친족법 조문이다. 피성년후견인의 자기결정권, 격리 시 가정법원 허가 요건, 의료행위 동의권, 위험 의료행위 시 허가 요건, 거주 부동산 등 처분 시 허가 요건 등은 반드시 법원의 통제를 받도록 하여 피성년후견인의 권익을 보호한다. 민법 제4편 친족법, 제5장 후견, 제1절 미성년 후견과 성년 후견, 제3관 후견인의 임무에 포함되어 있으며 2011년 3월 7일에 신설되어 2013년 7월 1일부터 시행되었다.

## 조문
민법 제947조의2(피성년후견인의 신상결정 등) ① 피성년후견인은 자신의 신상에 관하여 그의 상태가 허락하는 범위에서 단독으로 결정한다.
② 성년후견인이 피성년후견인을 치료 등의 목적으로 정신병원이나 그 밖의 다른 장소에 격리하려는 경우에는 가정법원의 허가를 받아야 한다.
③ 피성년후견인의 신체를 침해하는 의료행위에 대하여 피성년후견인이 동의할 수 없는 경우에는 성년후견인이 그를 대신하여 동의할 수 있다.
④ 제3항의 경우 피성년후견인이 의료행위의 직접적인 결과로 사망하거나 상당한 장애를 입을 위험이 있을 때에는 가정법원의 허가를 받아야 한다. 다만, 허가절차로 의료행위가 지체되어 피성년후견인의 생명에 위험을 초래하거나 심신상의 중대한 장애를 초래할 때에는 사후에 허가를 청구할 수 있다.
⑤ 성년후견인이 피성년후견인을 대리하여 피성년후견인이 거주하고 있는 건물 또는 그 대지에 대하여 매도, 임대, 전세권 설정, 저당권 설정, 임대차의 해지, 전세권의 소멸, 그 밖에 이에 준하는 행위를 하는 경우에는 가정법원의 허가를 받아야 한다.

## 판례
- 민법 제947조의2는 피후견인의 신상에 대한 결정에 관하여 정하고 있다. 피후견인은 자신의 신상에 관하여 그의 상태가 허락하는 범위에서 단독으로 결정함을 원칙으로 하지만(제1항), 일부 중요한 행위에 대하여 의사결정능력이 없는 경우에는 성년후견인이 이를 대신할 수 있고(제3항), 피후견인의 신체와 거주에 중요한 영향을 미치는 행위에 대하여는 가정법원의 허가를 받아야 한다(제2항, 제3항, 제4항). 민법은 신상에 관한 사항 중 일부에 관하여만 정하고 있지만 가정법원은 성년후견인이 피후견인의 신상에 관하여 결정할 수 있는 권한의 범위를 설정할 수 있는 점(민법 제938조 제3항) 등에 비추어 성년후견인이 민법 제947조의2에서 정한 사항에 한하여만 피후견인의 신상에 관한 결정을 할 수 있다고 제한할 것은 아니고 널리 신상에 관한 사항 일반에 관하여 위 규정을 적용함이 상당하다.[1]

## 같이 보기
- 후견인

## 참고 문헌
- 제철웅. (2017). 정신건강증진 및 정신질환자 복지서비스 지원에 관한 법률 제43조 및 민법 제947조의2 제2항에 의한 비자의입원의 상호관계. 가족법연구, 31(1), 253-290.
- 이지은. (2012). 신상 결정 대행에 대한 법원의 감독: 개정민법 제947조의2의 해석을 중심으로. 비교사법, 19(1), 173-212.
- 박호균. (2012). 성년후견과 의료 -개정 민법 제947조의 2를 중심으로-. 의료법학, 13(1), 125-153.